# Roca (Meliana)
Roca es una pedanía de Meliana, en la Huerta Norte, provincia de Valencia (Comunidad Valenciana, España). Está situada a unos 800 m de la costa, en el extremo oriental del término municipal. Su casco está casi unido al de Cúiper, pedanía de Foyos, conformando un núcleo referido a menudo como Roca-Cúiper.

## Historia
El origen de Roca se sitúa en la segunda mitad del siglo XIX, cuando la agrupación de alquerías en torno al Camino de la Tanca dio lugar al núcleo, conocido inicialmente como l'Alqueria del Jutge, l'Alqueria Alta o Els Xorets, por ser el sobrenombre que recibía la familia más grande. En 1884 se bendijo la ermita dedicada a San Antonio en la alquería de Vicente Roca, terrateniente de Valencia cuyo apellido acabó dando el nombre a esta pedanía.
A principios del siglo XX los dominicos (orden de Predicadores) establecieron una Casa de Noviciado en el extremo sur del núcleo urbano, enfrente del actual puente que cruza las vías. Ésta desapareció en la posguerra (alrededor de 1943). En 1931 el gobierno municipal republicano de Meliana, presidido por Vicente Orts, construyó las Escuelas de Roca. En 1953 se erigió la parroquia de Nuestra Señora de la Misericordia, segregándose así Roca de la de los Santos Juanes de Meliana y Cúiper de la de la Asunción de Foyos.

## Economía
Es esencialmente agrícolas, destacando los cultivos de cebollas, sandías, melones, alcachofas y cítricos. Sin embargo, el sector servicios se ha desarrollado en los últimos años.

## Comunicaciones
El trazado del ferrocarril Valencia-Barcelona atraviesa el término de Roca. Existe una estación, denominada Roca-Cúper, en la que tiene parada los trenes de la línea C-6 de cercanías de Valencia. Asimismo, la autovía V-21 circula cerca del casco urbano, aunque la salida más cercana (Port Saplaya), dista unos 2 km.

## Servicios públicos
En Roca se encuentra el centro social "El Casó", en el cual se realizan diversos servicios y que cuenta con un bar, un pequeño consultorio médico y un salón donde se realizan reuniones, conferencias, exposiciones,etc. Tras el centro social hay un parque donde existen pistas deportivas, juegos infantiles y un jardín. Asimismo, existe un centro dedicado a personas discapacitadas, AVAPACE.

## Patrimonio

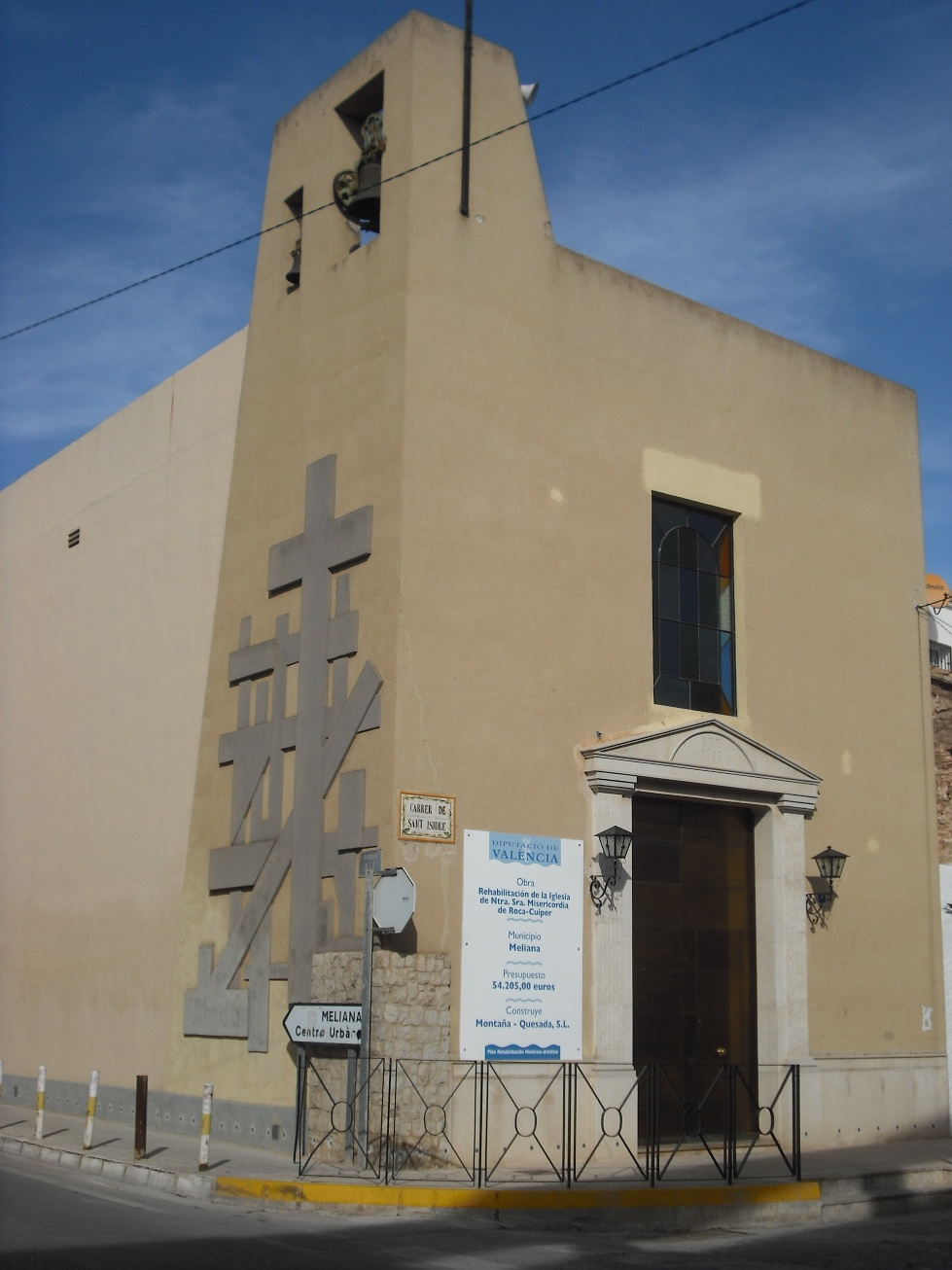
Iglesia de Nuestra Señora de la Misericordia.

- Nuestra Señora de la Misericordia: Se construyó en 1953 en Roca, aunque da servicio también a Cúiper. El lateral izquierdo está ornado por una gran cruz de factura moderna y culmina en espadaña de dos cuerpos y cruz metálica.[1] Se cubre con tejado a dos aguas, que al interior conforma nave única con bóveda de cañón.[1] Sobre el acceso principal, coronado con un frontón, se abre un vano cerrado con vidriera.[1] La imaginería del interior es reciente y de escaso valor artístico, a excepción de un óleo del siglo XVIII, de 1 x 0,80 m, que representa la Virgen con el Niño.[1]
- Convento Dominico: Desaparecido en la década de 1940, estaba situado en el término de Roca. Durante la Guerra Civil sirvió de hospital y cárcel.

## Cultura
Las fiestas patronales se celebran en honor a San Isidro Labrador y a la Virgen de los Desamparados en el mes de julio. En enero destaca la celebración de San Antonio Abad, realizándose la tradicional bendición de los animales.
En Roca se encuentra el llamado Belén de Roca, un belén gigante visitable durante los meses de invierno.